# Croissance appauvrissante
La croissance appauvrissante est une situation théorique où la croissance économique pourrait avoir pour conséquence qu'un pays se trouve dans une situation moins favorable qu'avant la croissance. Si la croissance est fortement orientée vers l'exportation, elle peut entraîner une détérioration des termes de l'échange du pays exportateur. Autrement dit, la valeur des biens exportés est en baisse par rapport à celle des biens importés.
Dans de rares cas, cette baisse des termes de l'échange peut être si importante qu'elle l'emporte sur les gains découlant de la croissance. Dans ce cas, la situation d'un pays serait pire après la croissance qu'avant celle-ci. Ce résultat n'est valable que si le pays en croissance est en mesure d'influencer les prix mondiaux.
Cette théorie fut proposée pour la première fois par Jagdish Bhagwati, en 1958. Harry G. Johnson avait, indépendamment, élaboré les conditions pour ce résultat en 1955 .

## Critiques
La pertinence d'une croissance appauvrissante est dans la réalité très controversée par la littérature spécialisée. C'est un modèle très isolé qui ignore trop de différences dans l'environnement économique. Tant le degré d'organisation syndicale que la formation de monopoles au sein d'un État ont un impact considérable sur les termes de l'échange. Par exemple, si un pays est moins syndiqué, une pression énorme sur les salaires peut apparaître, ce qui accélère à son tour une détérioration de la situation des revenus. Dans un autre pays où la situation est comparable, le soutien syndical pourrait bien sûr favoriser une plus grande stabilité des salaires et des revenus. Le taux d'épargne ou de consommation d'un pays a également une influence sur le niveau des besoins des différents biens, par exemple, et donc sur la détérioration des termes de l'échange.
Une autre critique de ce modèle est sa vérifiabilité empirique. La thèse d'une baisse des prix à long terme pourrait donc être partiellement réfutée. La baisse des prix des biens primaires par rapport aux biens industriels ne s'applique donc pas à tous les biens. Dans le cas du bois, du tabac et de l'étain, des hausses de prix ont même pu être observées à long terme, alors qu'aucune tendance à long terme n'a pu être démontrée pour le café, le cacao, le cuivre et le zinc.